# Ludwig Ruland
Ludwig Ruland (* 16. September 1873 in München; † 5. Juli 1951 in Bad Brückenau) war Geistlicher und Professor für Moraltheologie an der Julius-Maximilians-Universität Würzburg.

## Leben und Wirken
Nach dem Abitur 1892 am Wilhelmsgymnasium München studierte Ludwig Ruland in München und Freising Theologie und wurde dort zum Priester der Erzdiözese München-Freising geweiht. Nach kurzer Seelsorgetätigkeit wurde er 1897 zum Präfekt am Aufseesianum in Bamberg ernannt. Nach einer zweijährigen Tätigkeit als Militärpfarrer in Mainz ab 1902 und Physiklehrer in Berlin, war er ab 1911 Divisionspfarrer und Privatdozent in Münster.
1913 erhielt er einen Ruf an den Lehrstuhl für Moraltheologie der Universität Würzburg, den er bis zu seiner Emeritierung 1938 innehatte. Zwischen 1922 und 1925 war Ruland Rektor der Würzburger Universität. Seine letzte Ruhestätte fand er auf dem Heidingsfelder Friedhof.
Er war seit 1910 Ehrenmitglied der katholischen Studentenverbindung KBStV Rhaetia München-Würzburg sowie der späteren K.D.St.V. Franco-Raetia zu Würzburg im CV.

## Quelle
- Directorium der Diözese Würzburg Juli 2015